# Ko Takamoro
Ko Takamoro (Urawa, Districte de Kita-Adachi (avui Saitama)Prefectura de Saitama, Imperi Japonès, 9 de novembre de 1907 - 26 de març de 1995), és un exfutbolista japonès.

## Selecció japonesa
Ko Takamoro va disputar 2 partits amb la selecció japonesa.